# Aleuromarginatus shihmenensis
Aleuromarginatus shihmenensis là một loài côn trùng cánh nửa trong họ Aleyrodidae, phân họ Aleyrodinae.
Aleuromarginatus shihmenensis được Ko in Ko, Hsu & Wu miêu tả khoa học đầu tiên năm 1995.